# Gipfelkreuz

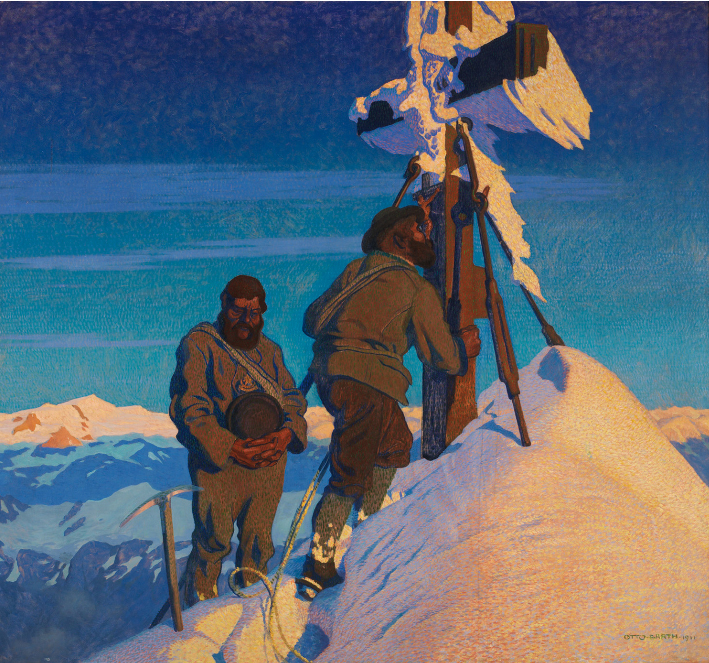
Otto Barth (1876–1916), Morgengebet der Kalser Bergführer auf dem Großglockner, Öl auf Leinwand, 1911

Ein Gipfelkreuz ist ein Kreuz auf dem Gipfel eines Berges oder Hügels, das als Gipfelmarkierung und christlich, religiöses Symbol dient.

## Gipfelmarkierungen
Verschiedene Formen von Markierungen und Symbolen wie Steinmännchen, Gebetsfahnen oder Obos sind weltweit auf Pässen und Anhöhen, insbesondere Heiligen Bergen zu finden. In den italienischen Alpen steht manchmal stattdessen eine Madonna auf dem Gipfel, eine besonders große beispielsweise auf dem Rocciamelone (3538 m) in den Piemontesischen Alpen.

## Gestaltung
Gipfelkreuze haben häufig eine Höhe von etwa zwei bis vier Meter. Meist sind sie aus Holz oder Metall gefertigt. Im April 2010 wurde das erste Gipfelkreuz aus Glas errichtet. Sie sind überwiegend in katholisch geprägten Regionen der Alpen, vor allem in Österreich, der Schweiz und Bayern, aber auch in Amerika, zu finden. Meist stehen sie auf Bergen, deren Gipfel die Baumgrenze überschreitet, sie sind aber auch in den deutschen Mittelgebirgen zu finden, beispielsweise im Schwarzwald auf dem Herzogenhorn.
Ein 30 Meter hohes Kreuz steht auf dem Kreuzberg in der Rhön. Der Übergang zwischen Gipfelkreuz und Gedenkkreuz ist oft fließender Natur, da letztere oft auch auf Anhöhen errichtet werden. Auch das höchste Kreuz der Welt im Valle de los Caídos steht auf einer Anhöhe.
Ein dreiarmiges Kreuz markiert das Dreikantonseck auf dem Dent de Ruth.
Häufig findet sich an Gipfelkreuzen ein Behältnis oder zumindest eine wetterfeste Hülle mit einem Gipfelbuch.

### Begehbare Gipfelkreuze

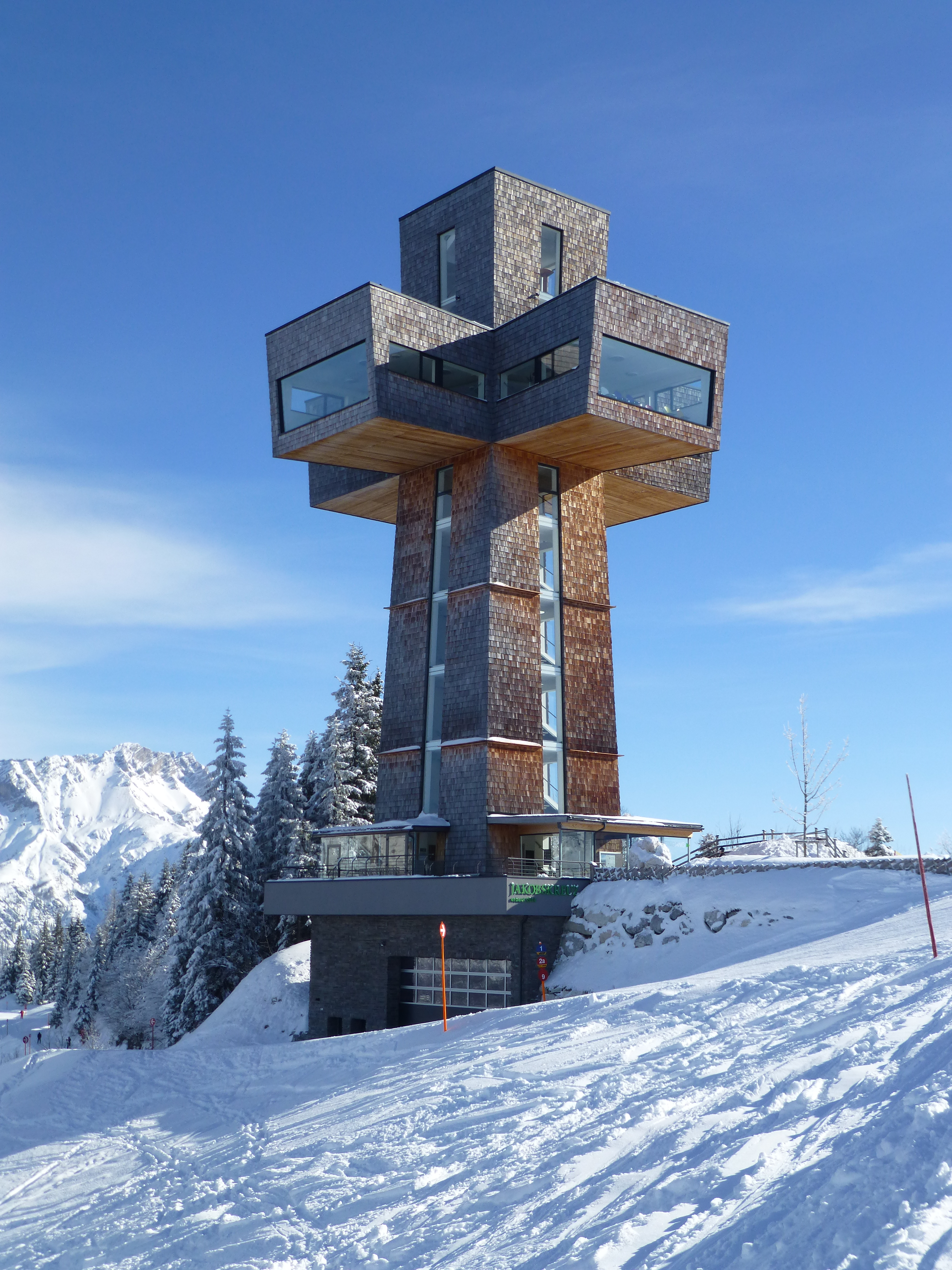
Das Jakobskreuz

Das größte begehbare Gipfelkreuz der Welt ist mit 95 m Höhe das Kreuz des Heldenschreins auf dem 553 m ü. A. hohen Samat auf den Philippinen. Das 1970 fertiggestellte Bauwerk ist bis unterhalb der Spitze und in beiden Armen zugänglich. Allerdings ist es kein reines Gipfelkreuz, sondern ein Teil einer Gedenkstätte, die an eine Schlacht im Zweiten Weltkrieg erinnert.
Das größte begehbare Gipfelkreuz in Europa ist das Josephskreuz auf dem Großen Auerberg in Deutschland. Es handelt sich um eine 38 m hohe Stahlkonstruktion aus dem Jahr 1928, die als Doppelkreuz (kreuzförmiges Bauwerk mit vier Armen) mit einer Aussichtsplattform auf der Spitze ausgeführt ist.
Komplett begehbar ist das 29,7 m hohe Jakobskreuz am Gipfel der Buchensteinwand im Pillerseetal (St. Jakob in Haus, Bezirk Kitzbühel, Tirol, Österreich) auf 1451 m ü. A. Die Ausführung des Gebäudes wurde ebenfalls als Doppelkreuz gewählt. In einer Höhe von 18,5 m Höhe befinden sich vier Aussichts- und Ausstellungsräume und auf deren Dachflächen auf 21,4 m Höhe jeweils Aussichtsplattformen. Auf der höchsten Ebene des Kreuzes auf 28,6 m Höhe liegt eine Panorama-Aussichtsplattform. Es wurde am 27. Juli 2014 offiziell eröffnet. Die Finanzierung der etwa 1,8 Millionen € Gesamtkosten erfolgte durch die Bergbahn Pillerseetal und EU-Förderungen.

## Geschichte
Ende des 13. Jahrhunderts wurden vereinzelt Kreuze auf Pässen und Anhöhen errichtet. Beispiele aus dieser Zeit sind das Confin-Kreuz in St. Valentin auf der Malser Haide, das auch als Grenzmarkierung diente, oder Kreuze auf dem Arlberg, dem Grödner Joch oder der Birnlücke. Ein frühes Beispiel der Anbringung von bis ins Tal hinab sichtbaren Kreuzen war die Erstbesteigung des Mont Aiguille im Jahr 1492, wo drei Kreuze an den Ecken des Gipfelplateaus angebracht wurden. Im 16. Jahrhundert wurden vermehrt Kreuze auf Gipfeln errichtet, wobei sie hierbei vor allem auch die Funktion der Markierung von Alm- und Gemeindegrenzen hatten. Im 17. Jahrhundert, insbesondere während des Dreißigjährigen Krieges, gewann die religiöse Symbolik an Bedeutung. Die Kreuze dieser Zeit waren meist aus vor Ort aufgefundenen Ästen gezimmerte Holzkreuze oder hier befestigte Hauskruzifixe. In dieser Zeit wurden auch Kreuze mit zwei Querbalken in Form der sogenannten Patriarchenkreuze (oder Scheyernkreuze) angefertigt. Diese Wetterkreuze sollten gemäß dem von heidnischen Vorstellungen geprägten Volksglauben Unwetter, Sturm und Hagel bannen.
Im 19. Jahrhundert wurden im Zuge des aufstrebenden Alpinismus und der Vermessung der Gipfel Berge mit meist einfachen Holzkreuzen versehen. Eigens für den Gipfel von Fachleuten angefertigte große Gipfelkreuze im heutigen Sinne wurden meist erst Ende des 19. Jahrhunderts auf die Berge getragen. Eine bekannte Ausnahme sind der Klein- und Großglockner, die 1799 bzw. 1800 im Zuge ihrer Erstersteigung mit großen Kreuzen ausgestattet wurden. Diese Kreuze wurden neben ihrer religiösen Funktion auch als Symbole der Aufklärung gesehen, sie waren mit Blitzableitern und wissenschaftlichen Messinstrumenten wie Barometern ausgestattet. Während des 19. Jahrhunderts kam es mehrfach zu Versuchen, statt der christlichen Kreuze anderen Gipfelsymbolen wie Pyramiden, Obelisken oder Fahnen zum Durchbruch zu verhelfen, die meist weltlichen Herrschern gewidmet waren. Ein Beispiel hierfür war die (nicht umgesetzte) Errichtung des sogenannten Kaiserobelisken am Ortler 1888.
Eine Blütezeit erlebten die Gipfelkreuze im 20. Jahrhundert. Besonders nach dem Zweiten Weltkrieg wurden viele neue Kreuze errichtet. Die Gemeinden organisierten oft diese teilweise teuren und logistisch anspruchsvollen Unternehmungen auf Gipfeln im Gedenken an die Gefallenen, oder zum Dank für die gesunde Heimkehr aus dem Krieg und der Gefangenschaft. Insbesondere Kriegsheimkehrer waren an der Aufstellung beteiligt. Ein bekanntes Beispiel aus dieser Zeit ist das Kreuz am Zuckerhütl, dessen Errichtung 1947 ein Jahr später verfilmt wurde, oder das 1950 errichtete Gipfelkreuz auf dem Traunstein.
Nahezu immer werden Gipfelkreuze von Personenvereinigungen aufgestellt, selten von Privat- oder Einzelpersonen. Zu solchen Vereinen zählen etwa Tourismusverbände, Sektionen der alpinen Vereine, Ortsstellen der Bergrettung, Sportvereine, Schützenkompanien oder so wie in Tirol beispielsweise die Tiroler Jungbauernschaft/Landjugend. In etwa seit den 1960er Jahren hat sich das Motivspektrum erweitert. Heute werden sogenannte Gedenkkreuze, Freundschaftskreuze oder Dankeskreuze errichtet. Gipfelkreuze werden aber genauso noch aus ästhetischen Gründen gesetzt, oder einfach nur als Ersatz für das von der Witterung beschädigte alte Kreuz.
Eine neuere kulturelle Entwicklung ist das Behängen von Gipfelkreuzen mit buddhistischen Gebetsfahnen, wie sie auch in der Nähe oder direkt bei Schutzhütten zu finden sind.
Mit Stand Juni 2023 will der Österreichische Alpenverein – ähnlich wie der italienische – keine weiteren Gipfelkreuze in den Bergen aufstellen. Auch die Erneuerung von bestehenden Gipfelkreuzen wird zurückgefahren. Unter anderem wegen Haftungsfragen sollen zu erneuernde Gipfelkreuze entweder gänzlich entfernt, oder durch kleinere ersetzt werden.
In den West- und Ostalpen stehen rund 4.000 Gipfelkreuze. Auch Steinmandln oder tibetische Gebetsfahnen dienen zur Orientierung.

## Ablehnung und Anschläge auf Gipfelkreuze
Gipfelkreuze werden von verschiedener Seite kritisiert. Die Freidenker-Vereinigung der Schweiz forderte 2010 die Abschaffung von Gipfelkreuzen und insbesondere, dass keine neuen in der Schweiz aufgestellt werden: „Da Berge öffentlicher Raum seien, sollte dieser auch frei von religiösen Symbolen sein.“ Diese Forderung erhielt Unterstützung durch den Bergführer Patrick Brussard. Er war 2009 dadurch bekannt geworden, dass er im Kanton Freiburg zwei Gipfelkreuze beschädigte. Vor Gericht sagte er, er habe versucht, den Einfluss und die Präsenz des christlichen Glaubens in der Öffentlichkeit zu bekämpfen. Er wurde zu einer Geldbuße wegen Sachbeschädigung und Verletzung der Religionsfreiheit verurteilt. Nach dem Urteil sagte er: „Ich wollte eine öffentliche Diskussion um die Gipfelkreuze provozieren.“ Der Präsident des schweizerischen Bergführerverbandes, Urs Wellauer, hielt der Forderung der Freidenker-Vereinigung entgegen: „Gipfelkreuze sind Kultur. Sie stehen seit Jahrhunderten. Und sollen noch Jahrhunderte stehen.“
Der Bergsteiger Reinhold Messner lehnt die Aufstellung von Gipfelkreuzen ab, unter anderem weil „den Christen die Berge nie heilig gewesen“ seien, im Gegensatz zur Rolle der Berge in den Kulturen um den Himalaja. Messner sprach sich aber für die Erhaltung bestehender Gipfelkreuze aus:

„Das Kreuz ist das christliche Symbol schlechthin, dieses gehört meiner Meinung aber nicht auf einen Gipfel. Ich spreche nicht von Missbrauch, ich sage nur, man sollte die Berge nicht zu religiösen Zwecken möblieren. Die Berge, die doch der ganzen Menschheit gehören, sollten nicht mit einer bestimmten Weltanschauung verknüpft oder besetzt werden. […] Natürlich sollten bestehende Gipfelkreuze schon aus historischen Gründen stehen bleiben. Und ich würde niemals jemanden verteidigen, der Kreuze umhackt, das ist ja fast ein terroristischer Akt. Meine Waffe bleibt das Wort. Man kann aber offen darüber diskutieren, ob auch das Gipfelkreuz untrennbar zum christlichen Abendland gehört wie unsere Kirchen, Friedhöfe und Wetterkreuze.“

An Pfingsten 2016 wurde ein Holzkreuz an einer Alm in der Nähe von Lenggries von einem Unbekannten zerstört. Ende Juli 2016 wurde das Gipfelkreuz auf dem Torjoch (auch Prinzkopf genannt) zerstört. Ende August 2016 wurde das Gipfelkreuz des Scharfreiters von einem Unbekannten mit einer Axt und einer Säge so stark beschädigt, dass es entfernt werden musste. Am Freitag, den 4. November, bemerkt ein Wanderer, dass das knapp drei Wochen alte, neue Gipfelkreuz komplett zerstört wurde. Als Motiv wird eine generelle Ablehnung von Gipfelkreuzen angenommen. Am 5. November 2017 wurde das Gipfelkreuz auf dem benachbarten Kotzen als umgesägt gemeldet.
Der Schweizer Künstler Christian Meier hat im Sommer 2016 auf dem Gipfel des Berges Freiheit im Kanton Appenzell Innerrhoden einen drei Meter hohen Halbmond angebracht, der in der Nacht beleuchtet war. Der Landammann von Innerrhoden, Roland Inauen, hat das Gespräch mit dem Künstler gesucht und die Zusage erhalten, dass die Installation entfernt wird.

## Bildergalerie

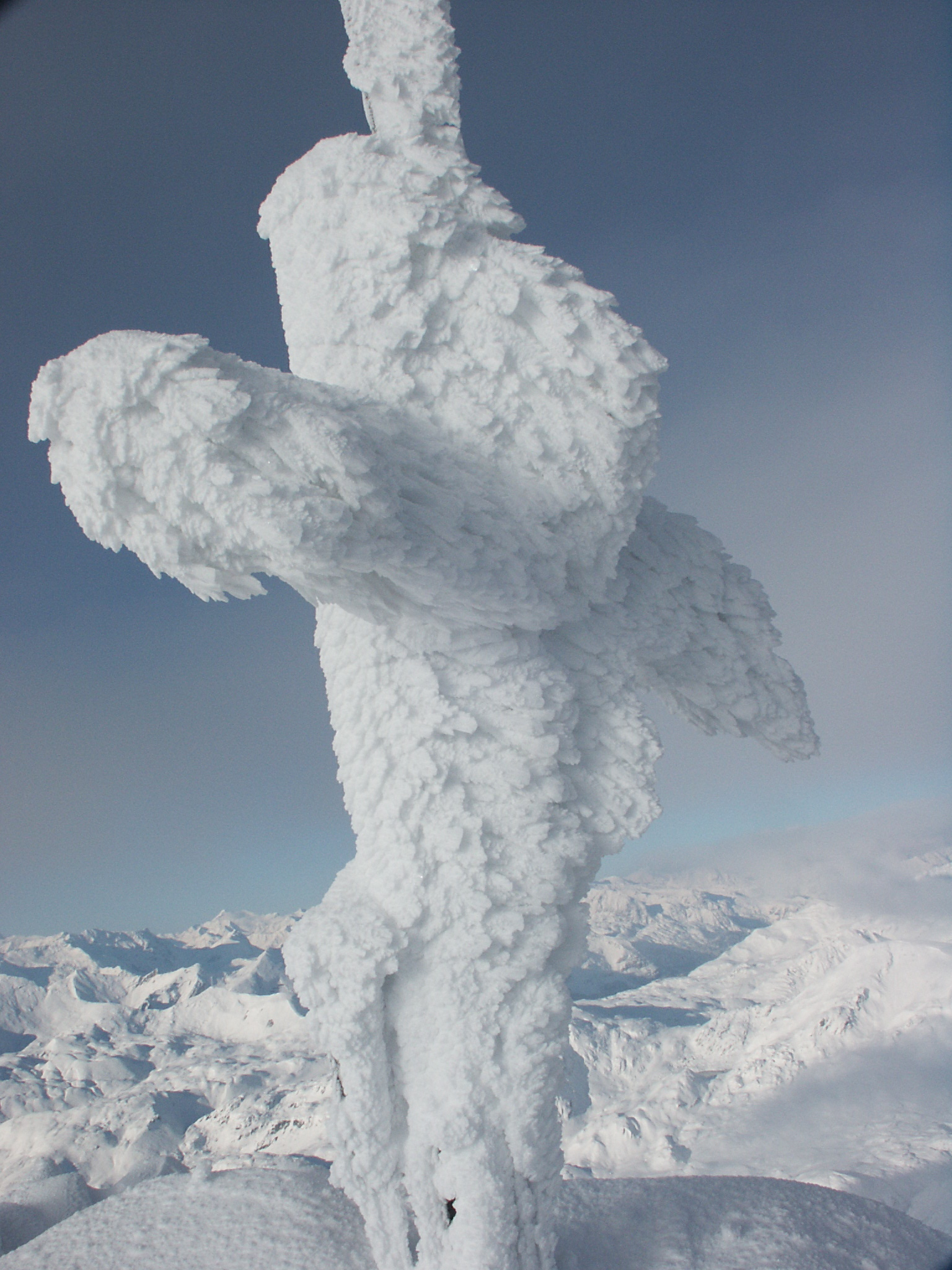
Anraum auf dem Kreuz der Steirische Kalkspitze in den Schladminger Tauern
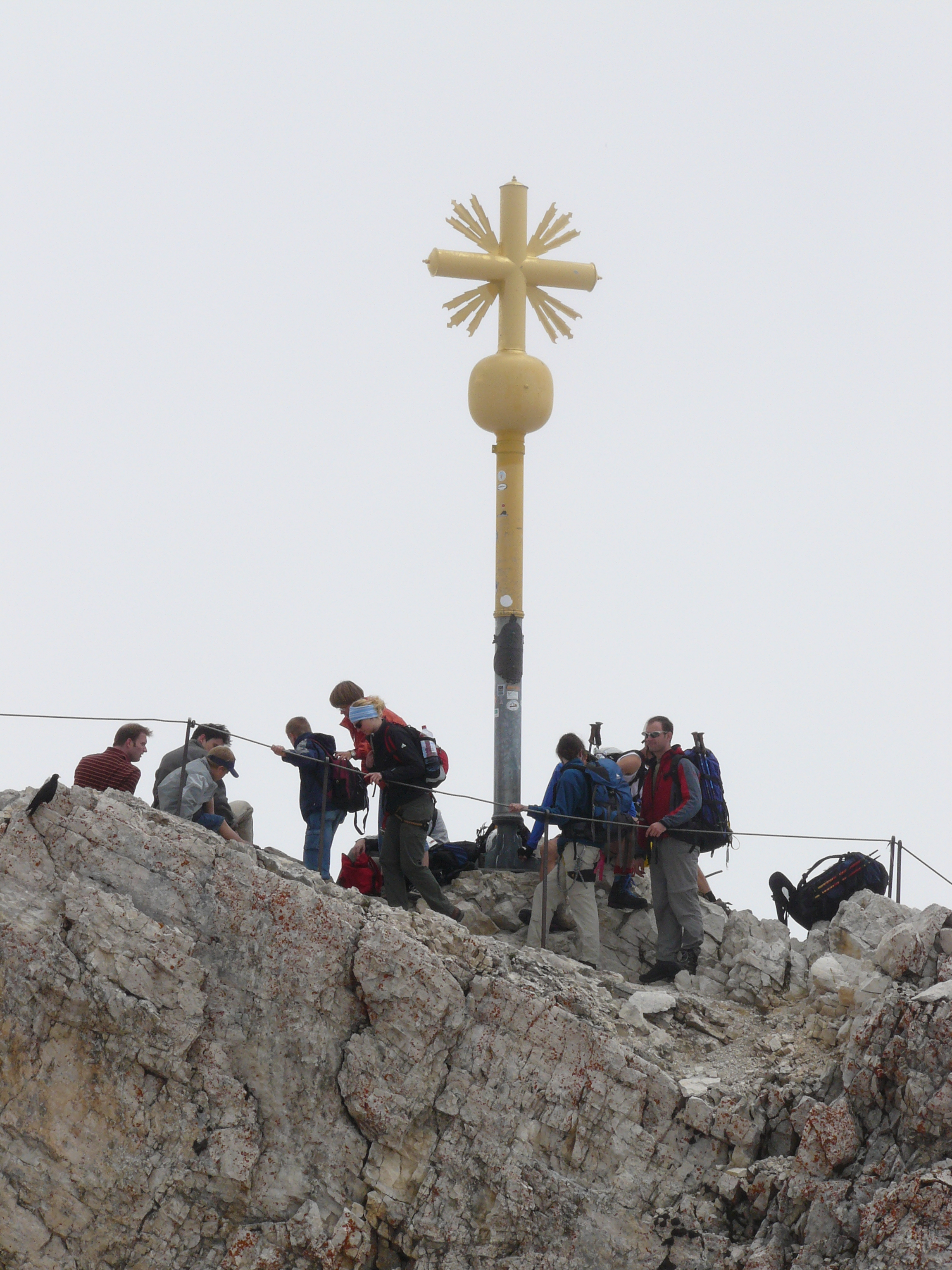
Das Gipfelkreuz der Zugspitze
Gipfelkreuz auf der Hinteren Platteinspitze in den Lechtaler Alpen
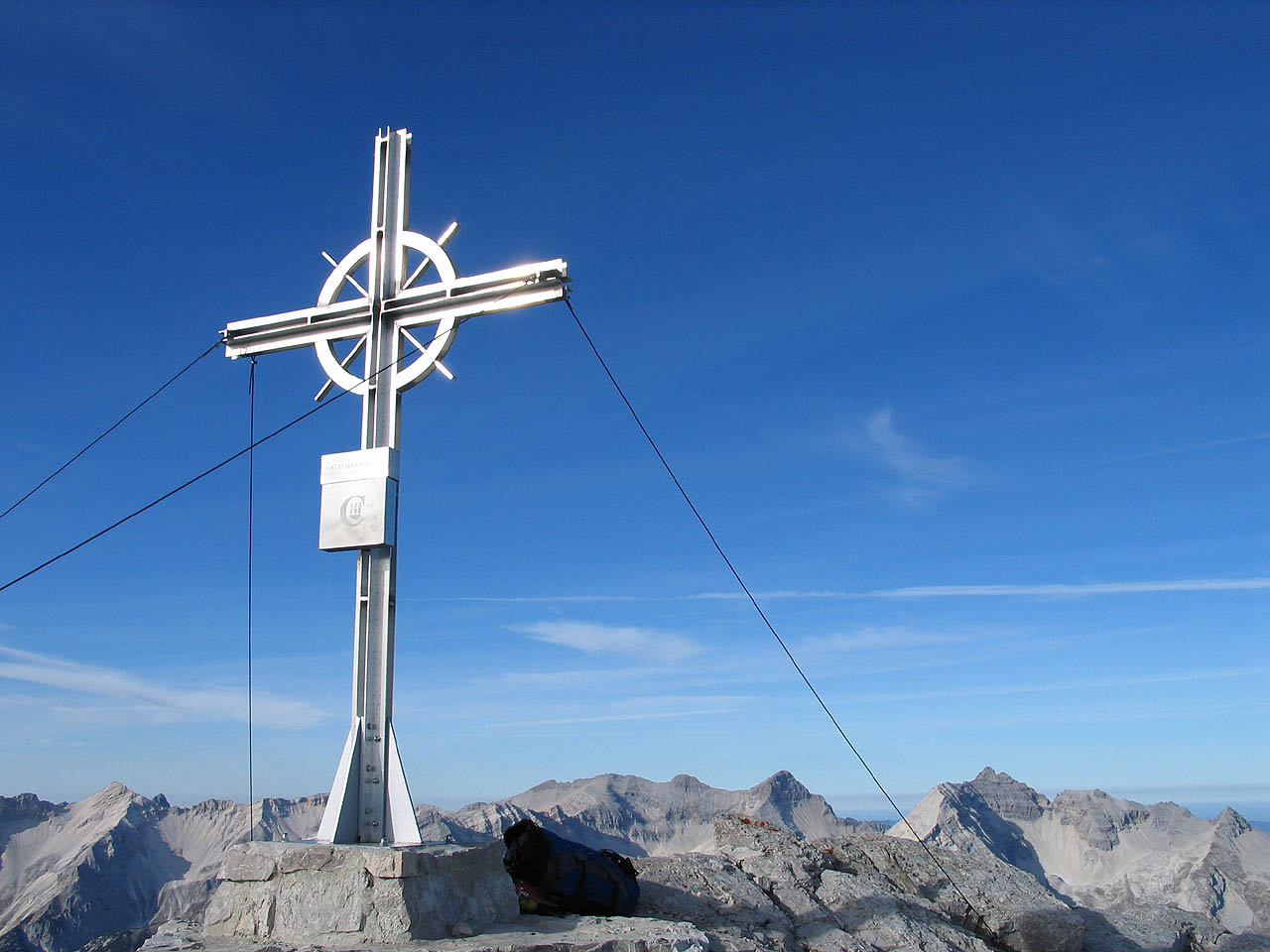
Gipfelkreuz auf der Hinteren Bachofenspitze im Karwendel
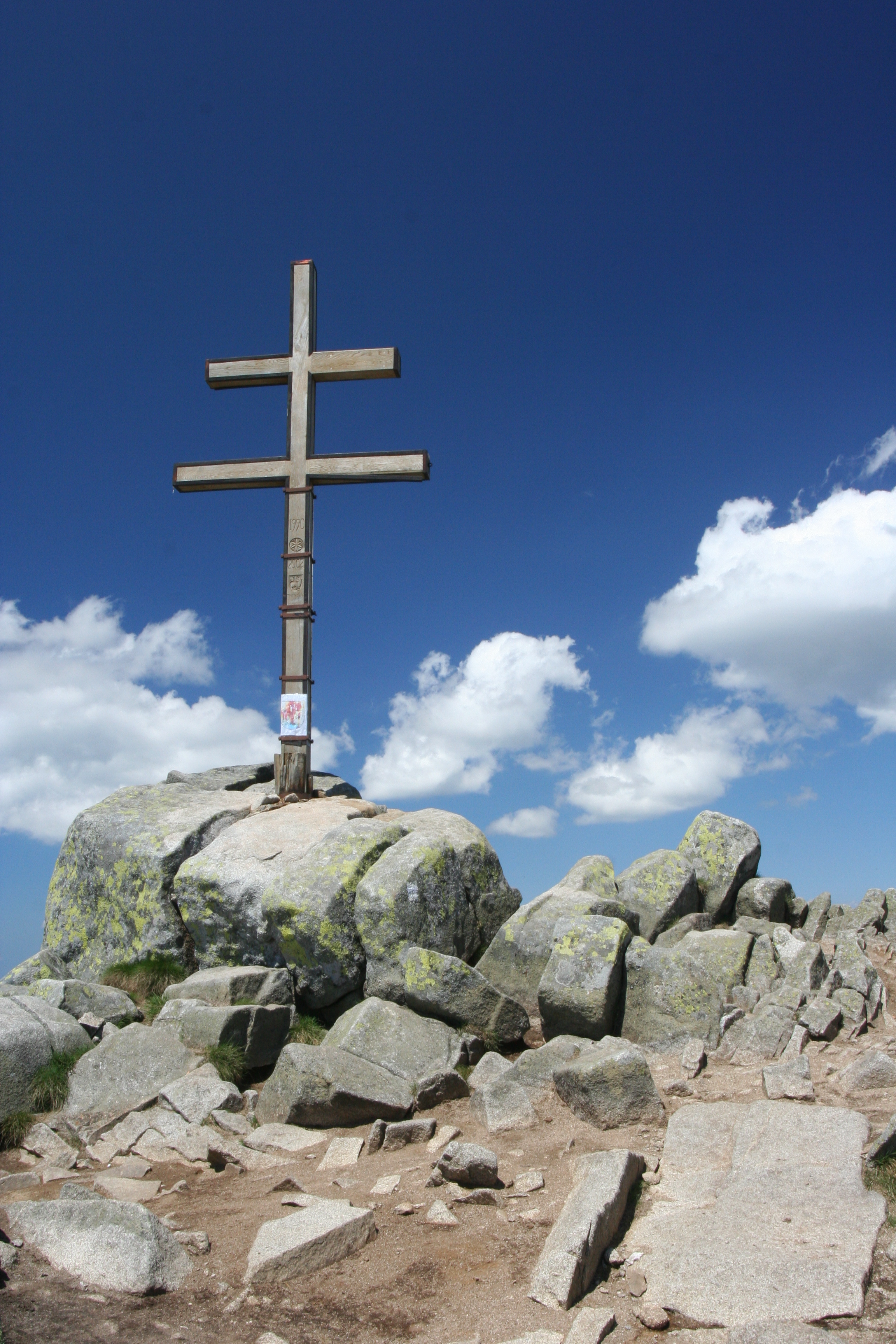
Scheyernkreuz am Ďumbier (Slowakei)
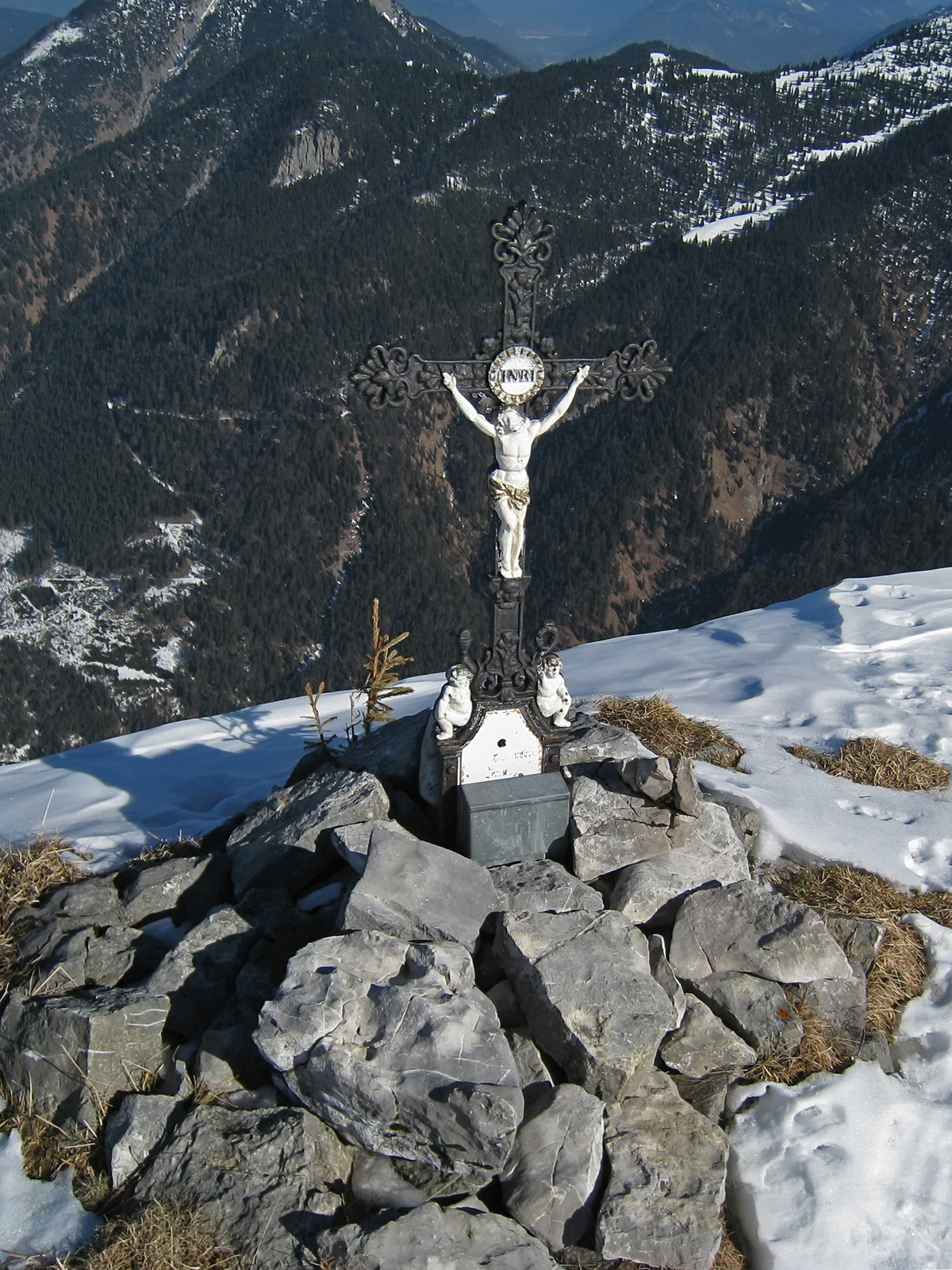
Gipfelkreuz auf dem Vorderskopf im Karwendel
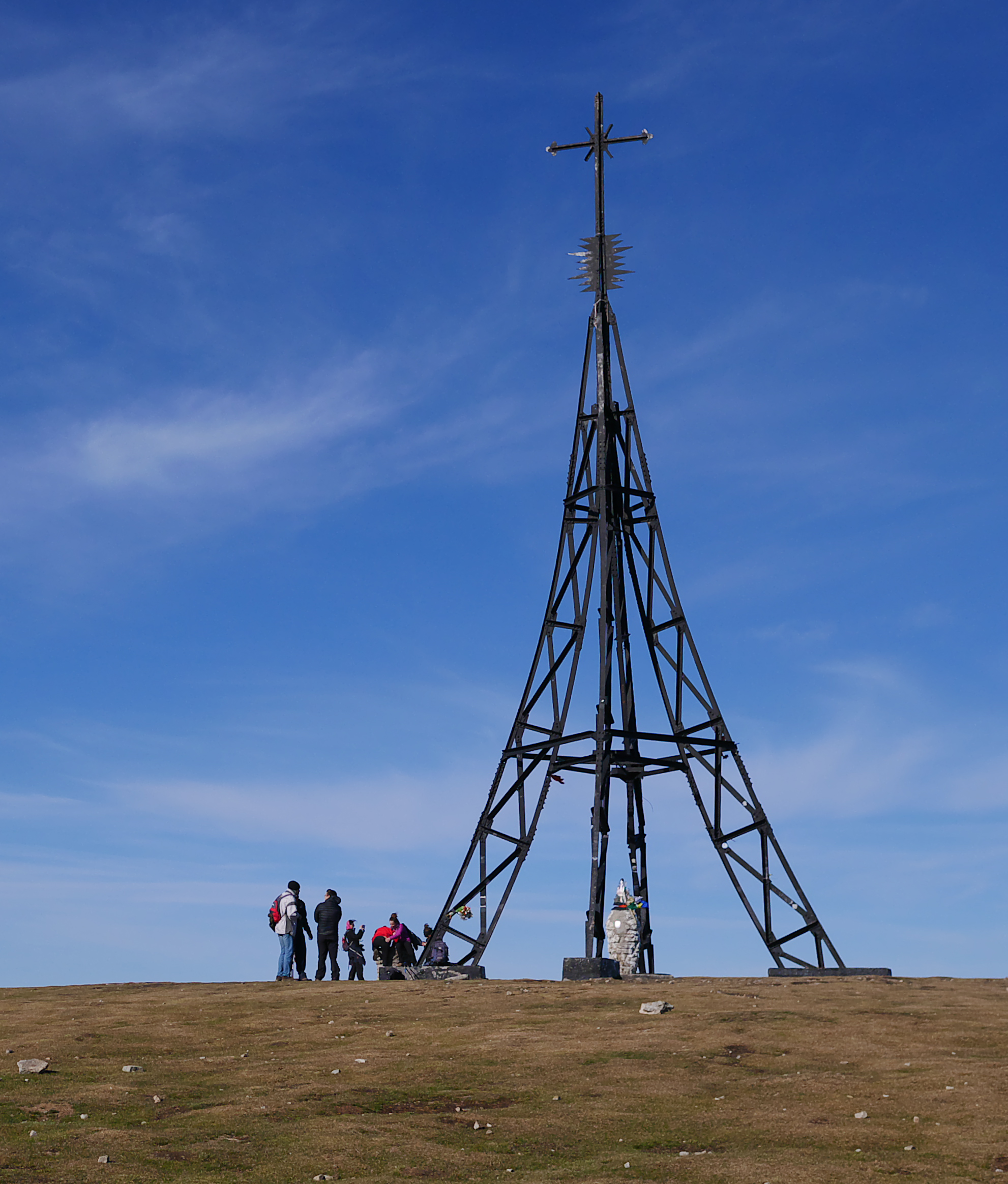
Gipfelkreuz des Gorbea im spanischen Baskenland
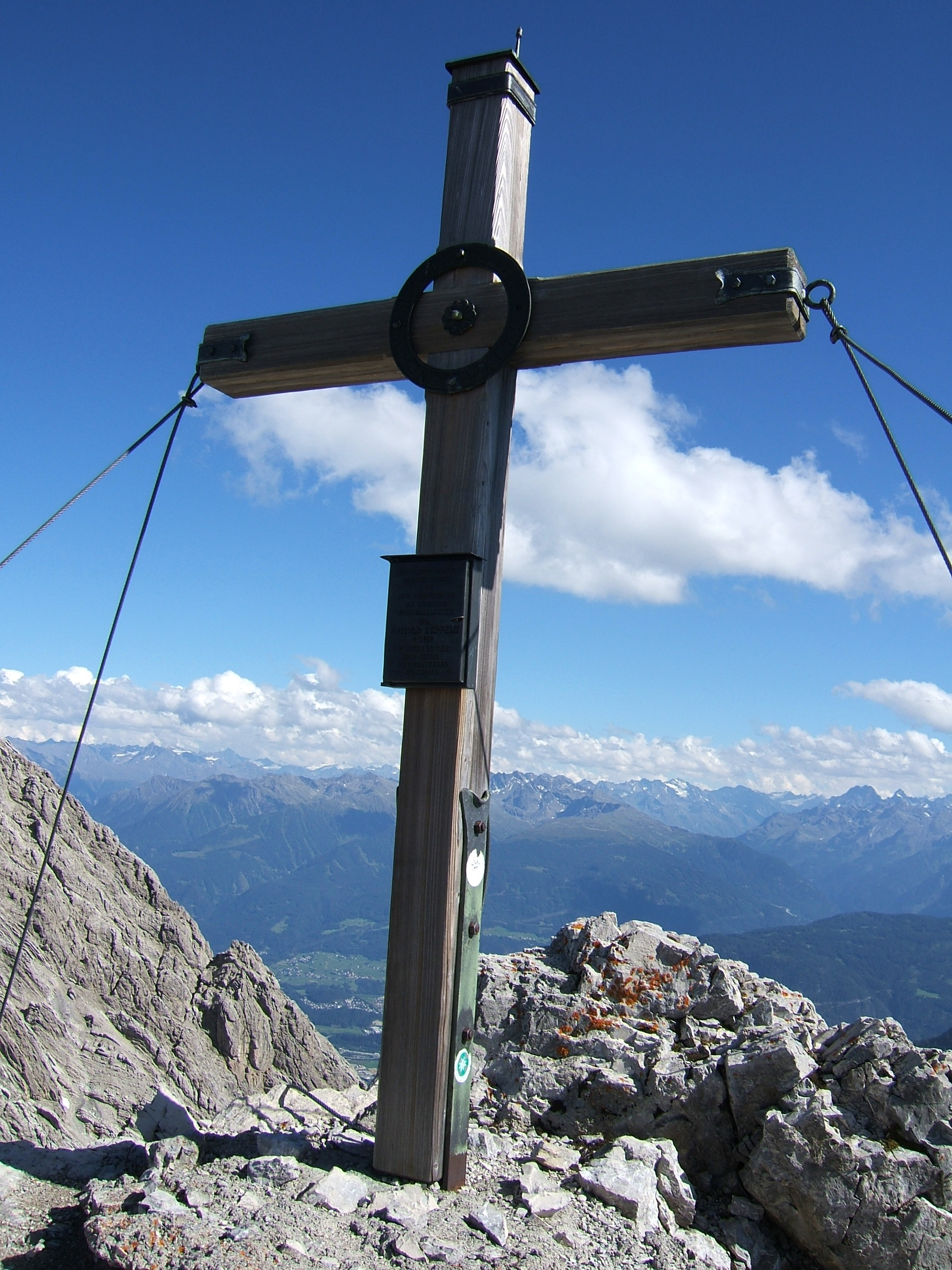
Gipfelkreuz des Maldonkopf in den Lechtaler Alpen
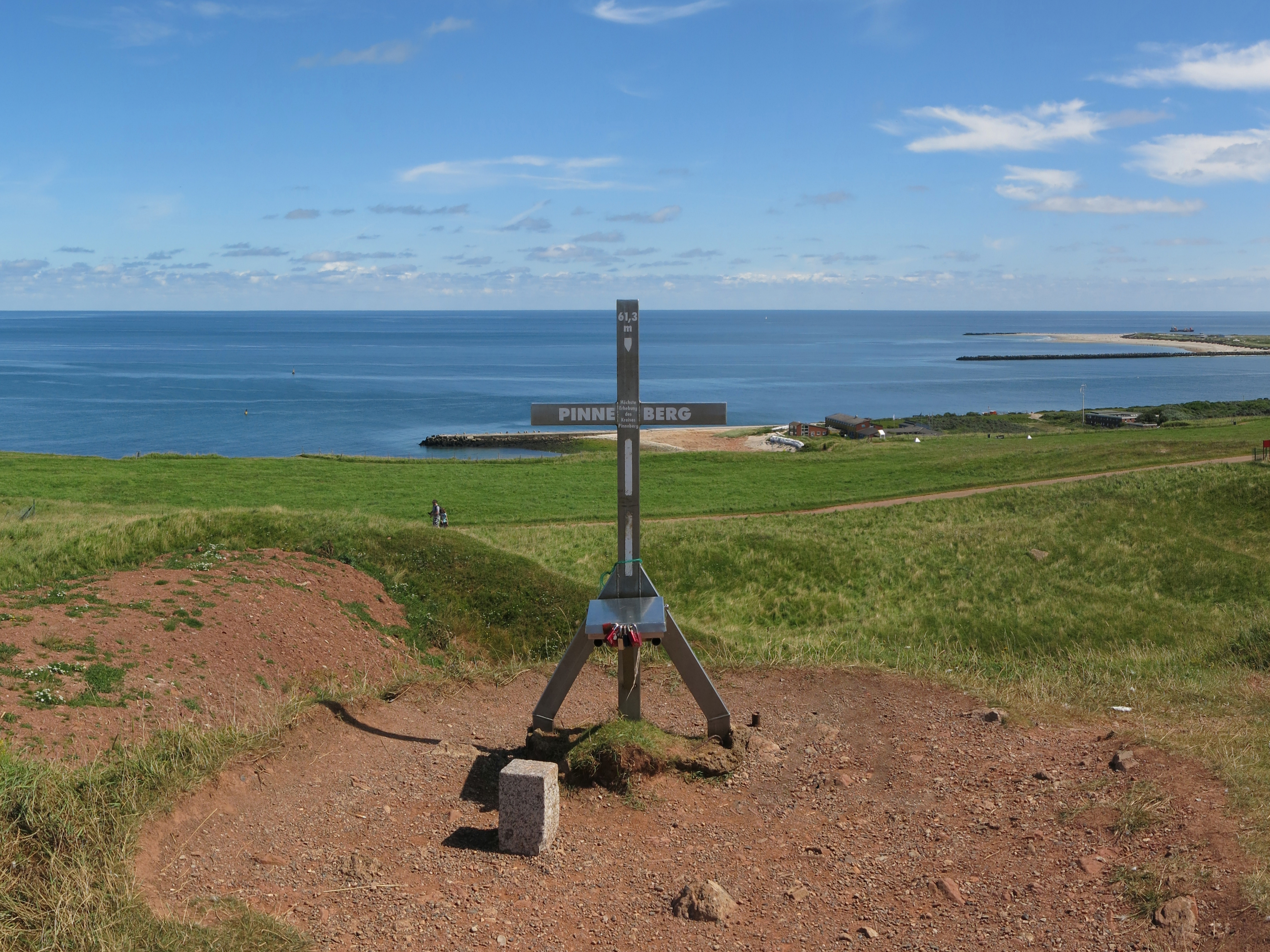
Gipfelkreuz des Pinneberges auf der Nordseeinsel Helgoland
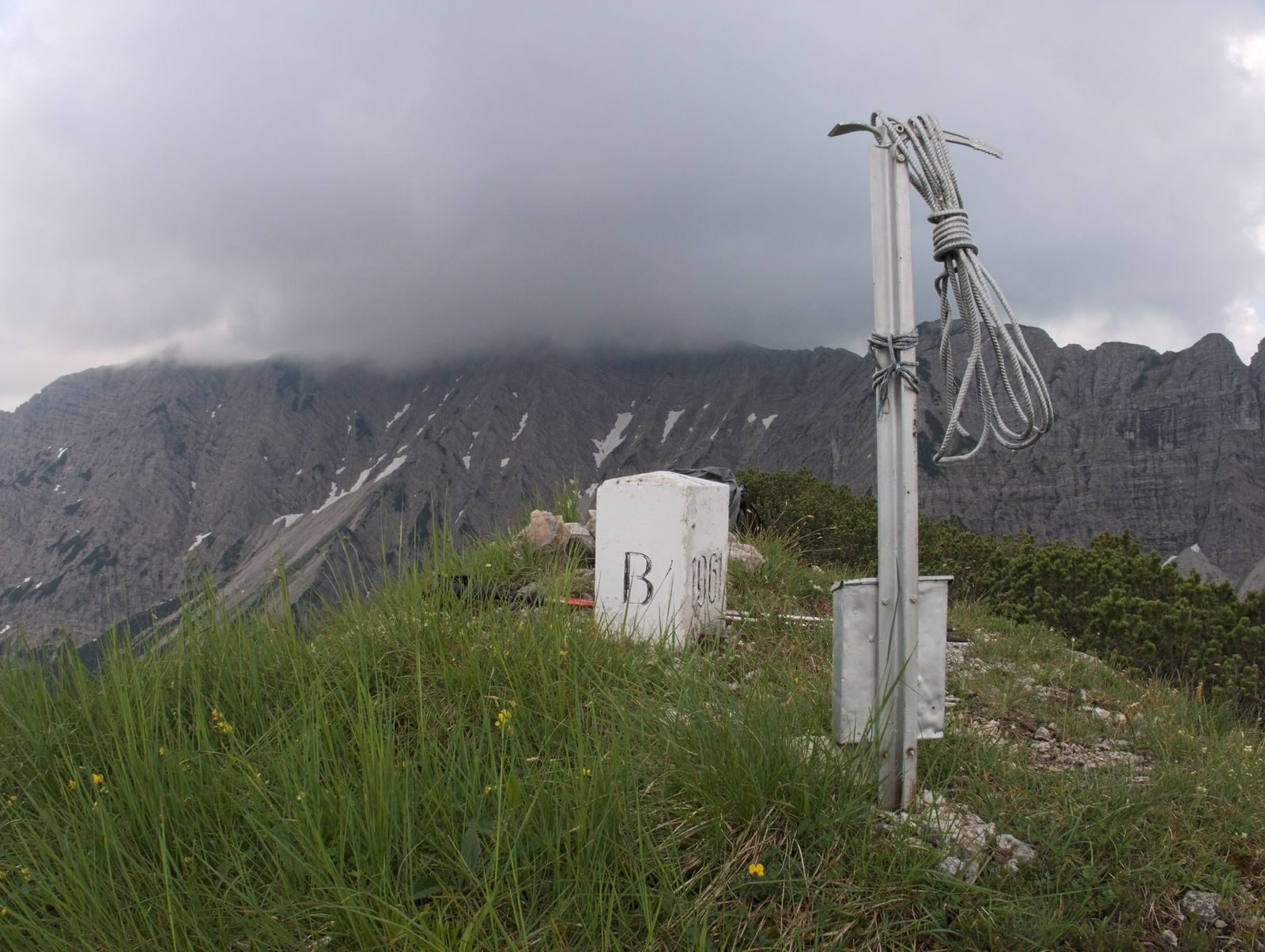
Gipfelmarkierung des Kreuzberg (Bayerische Voralpen)
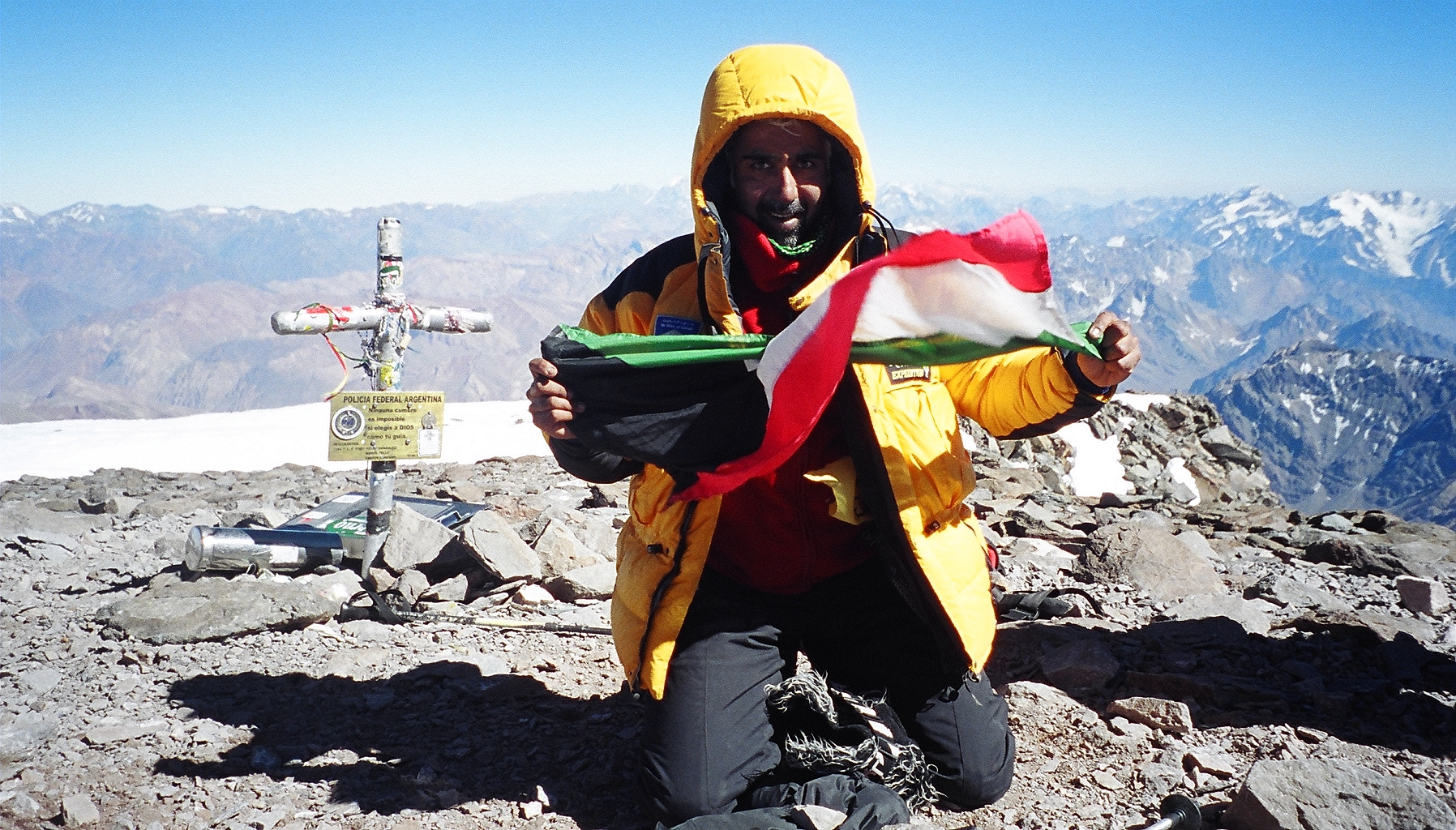
Aconcagua, Argentinien, 6961 m
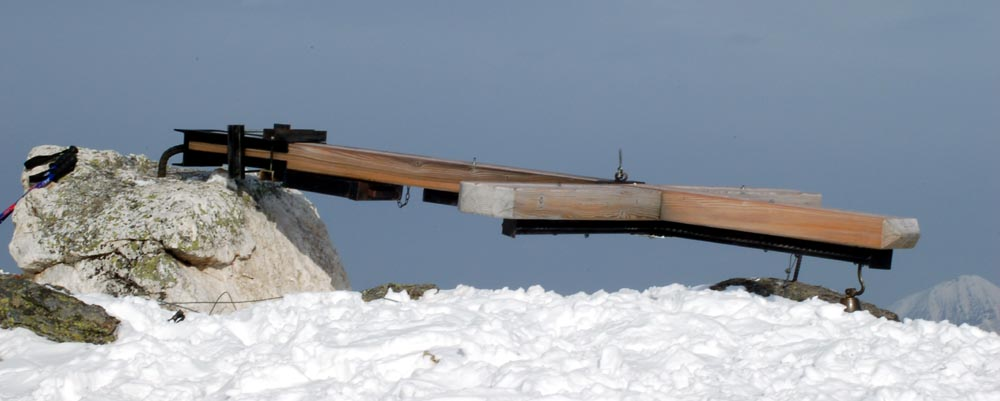
Vom Orkan Kyrill umgebogenes Gipfelkreuz auf dem Hohen Zinken im Lachtal